# Bajo el volcán (película)
Bajo el volcán es una película de 1984, dirigida por John Huston, basada en la novela homónima de Malcolm Lowry y protagonizada por Albert Finney, Jacqueline Bisset, Anthony Andrews y Katy Jurado en los papeles principales. Obtuvo dos nominaciones a los Premios Óscar, al mejor actor principal (Albert Finney) y a la mejor música.
Fiel a la novela de Lowry, John Huston relata la historia de un alcoholizado cónsul británico en el pueblo de Quauhnahuac, México, el Día de Muertos en 1938.

## Argumento
Un día en la vida de Geoffrey Firmin, durante la fiesta mexicana del Día de Muertos y mientras crece en Europa la inestabilidad que dará lugar a la Segunda Guerra Mundial. Firmin es un excónsul británico entregado a la bebida, que reside en Cuernavaca, al pie de los volcanes Popocatépetl e Iztaccíhuatl. El comportamiento autodestructivo de Firmin contrasta con el ingenuo idealismo de su hermanastro Hugh. Yvonne, la mujer con la que Firmin compartió aquel paraíso, ha regresado con la esperanza de poder ayudar a Firmin y de recomponer su relación. Sin embargo, la tristeza y el alcoholismo del cónsul van poco a poco revelando traiciones y desencuentros pasados entre estos tres personajes centrales, que determinan su incapacidad para restablecer cualquier pasado.

## Reparto
- Albert Finney como Geoffrey Firmin
- Jacqueline Bisset como Yvonne Firmin
- Anthony Andrews como Hugh Firmin
- Ignacio López Tarso como Dr. Vigil
- Katy Jurado como Señora Gregoria
- Carlos Riquelme como Bustamante
- Emilio Fernández como Diosdado Brell

## Comentarios
La película se filmó en las ciudades de Acapantzingo, Cuautla, Cuernavaca y Yautepec, en el estado de Morelos, México.

## Otros datos
- País:  Estados Unidos -  México